# Hans Schack (rigsfeltherre)
 Der er flere personer med dette navn, se Hans Schack.
Hans greve Schack (28. oktober 1609 – 27. februar 1676) var en dansk adelsmand, rigsråd og rigsfeltherre. 

## Den tidlige karriere
Hans far var Christopher Schack, der hørte til den nordtyske adelsslægt Schack. Hans mor, Anne von Deden, var af slesvigsk adel, og det var på hendes fædrenegård Undevad i Angel, at han blev født.
Som 13-årig blev han page hos amtmanden over Flensborg Amt og gjorde nogle år senere tjeneste i Christian 4.'s hær under Kejserkrigen. Forbindelsen med Danmark blev dog brudt, da han i 1630 trådte i svensk tjeneste under krigen i Tyskland, og senere i 1635 søgte han ansættelse i den franske hær. I 1648 fik han til opgave at samle et regiment fodfolk i Holsten, og under opholdet her giftede han sig i september samme år med Anna Blome, der tilhørte den holstenske adelsslægt Blome.
Han vendte tilbage til Frankrig, blev udnævnt til generalmajor og tog først sin afsked i 1651, uden at have fået sin løn fuldt udbetalt, hvilket langt senere gav anledning til uoverensstemmelser mellem ham og den franske regering. Nogle år boede han på sine godser Gültzow og Rosenthal i Sachsen-Lauenborg og var i 1654 overamtmand i dette hertugdømme, men vendte så tilbage til militærvæsenet, da han 1656 blev kommandant i Hamborg.

## Svenskekrigene
Under de truende udsigter til krig mod Sverige, senere kendt som Karl Gustav-krigen, blev den danske regerings opmærksomhed henledt på ham, og i april 1657 blev der indledt forhandlinger om, at han skulle overtage en fremtrædende post i den danske hær. Han stillede store krav – blandt andet om en dansk adelstitel – men endelig i januar 1658 kom der en aftale på plads, hvor han ud over den adelige naturalisation blev udnævnt til generalløjtnant, og han fik de to len Riberhus og Møgeltønderhus (det nuværende Schackenborg Slot). I januar 1658 var han desuden blevet medlem af krigsrådet.
Den første krig med Sverige afsluttedes for hurtigt til, at han kunne komme til at spille nogen rolle. Under den efterfølgende fred sendtes han i juni 1658 til Kronborg for at vurdere fæstningen.

### Københavns belejring
To måneder efter gik Karl X Gustav i land i Korsør, og nu kom den tid, som gjorde Schack berømt. Han blev udnævnt til guvernør i den belejrede hovedstad, og han havde utvivlsomt en stor del af æren for forsvarets organisation og den energiske modstand. Han deltog i udfaldet den 23. august 1658, men var mest optaget af situationen inden for Københavns volde. Der var store vanskeligheder, som blev værre, efterhånden som der opstod uoverensstemmelser mellem forsvarernes forskellige ledere og afdelinger og mellem forsvaret og borgerskabet.
Under svenskernes storm den 11. februar 1659 var Schack den øverstbefalende, og som belønning for hans andel i sejren udnævntes han umiddelbart efter til feltmarskal.

### Befrielsen af landet
Hans opgaver udvidedes, da det nu gjaldt befrielsen af hele landet. I juli blev der betroet ham en troppestyrke, der skulle komme Nakskov til undsætning, men det blev ikke til noget, fordi den nederlandske flåde, som skulle forestå transporten, fik ordre fra sin regering til at forholde sig i ro.
I stedet opstod den plan, at han skulle føre en stor del af Københavns styrker til Kiel og i samarbejde med jyske styrker under ledelse af feltmarskal Eberstein skulle de generobre Fyn.
Den 1. oktober stak en forenet nederlandsk og dansk flåde til søs fra København med Schack og hans tropper, og 12 dage efter ankom skibene til Kiel. Schack og Eberstein mødtes en uges tid senere til samråd i Egernførde, og derefter sejlede Schacks tropper fra Kiel den 27. oktober. I Storebælt forsøgte man et overraskelsesangreb på Nyborg, men da det mislykkedes, besluttede man at gå i land ved Kerteminde. Angrebet her den 31. oktober blev ledet med stor dygtighed, og Schack var selv med i front.
Schacks hær stod nu på Fyn, og efter nogle dages hvil, hvor den svenske hovedstyrke trak sig tilbage mod Nyborg, rykkede Schack mod Odense, hvor han holdt sit indtog den 9. november. To dage senere mødte han Ebersteins hær, efter at denne havde kæmpet sig over til Lillebælt.
Men forholdet mellem Schack og Eberstein var præget af en dyb rivalisering, og de havde kun nødtørftigt underrettet hinanden om deres bevægelser. En reel uenighed kom også frem, da Schack ville forskanse sig, mens Eberstein ville angribe. Schack bøjede sig, og man begyndte fremrykningen mod øst under stadige uoverensstemmelser mellem de to. Disse uenigheder kom dog ikke til at koste dem sejren. Den 14. november begyndte slaget ved Nyborg, og dagen efter overgav svenskerne sig.
Sejren ved Nyborg står som Schacks hovedbedrift, selvom den egentlig ikke var gennemført ud fra hans egne strategiske overvejelser. Den efterfølgende tid bragte ham kun ubehageligheder. I januar 1660 sendtes han til hertugdømmerne for at gøre indfald i Bremen, men planen blev opgivet, og alt han fik ud af det, var flere kontroverser med Eberstein. Og da han i april ville sejle fra Femern til Sjælland, blev hans skib taget af en svensk krydser, og han blev taget til fange. Snart blev han dog befriet som følge af freden i København.

## Enevælden
Efter freden blev Schack den faktiske chef for hele den danske hær, og fra august 1660 desuden medlem af rigsrådet. Det var et markant tegn både på kongens velvilje og på Schacks popularitet, at rigsråderne havde indstillet ham, på trods af at han ikke var indfødt dansk. Umiddelbart efter skænkede København ham endda 4000 rigsdaler som anerkendelse af hans fortjenester under belejringen.
I hvilket omfang han var indviet i Frederik 3.s planer om at gennemføre enevælden, kan man ikke vide, men han blev i hvert fald ved med at være en tro tjener for kongen, og han holdt militæret i ro i de dage, hvor statsomvæltningen blev gennemført.

## Hverv og titler
Under den nyindførte enevælde var han selvskreven til nogle indflydelsesrige poster og titler:
- I november 1660 blev han udnævnt til rigsfeltherre, præsident i krigskollegiet og medlem af statskollegiet.
- Han fik nyt lensbrev på Riberhus og Møgeltønder len i januar 1661 og blev desuden stiftsbefalingsmand over Ribe stift. Disse embeder beholdt han til 1674, hvor han afløstes af sin søn Otto Didrik Schack.
- Fra 1661-63 var han inspektionshavende over Lundenæs Amt.
- I oktober 1663 blev han Ridder af Elefanten
- I 1670 medlem af gehejmekonseilet
- Udnævnt til greve den 25. maj 1671
- – og ridder af Dannebrog i oktober samme år

### Politik
Han besad også rent politiske og finansielle hverv og var medlem af flere kommissioner, som forhandlede med fremmede gesandter.
Hovedsagen for ham var naturligt nok de militære anliggender, og der er ingen tvivl om, at han her har udfoldet en betydelig energi. Han interesserede sig meget for udbedringen af Fredericia fæstning, som han anså for den vigtigste i landet efter København, men han arbejdede navnlig for at opretholde en så stor hær som muligt. Spørgsmålet om hærens størrelse var brændende i de første år efter 1660, hvor nogle parter, set i lyset af landets ødelagte tilstand, ville reducere hæren, mens andre ønskede at styrke landets sikkerhed ved at opretholde og styrke hæren. Frederik 3. fulgte ikke Schacks linje, selvom Schack fralagde sig ethvert ansvar for følgerne af militære reduktioner, men det lykkedes dog for krigskollegiet at afværge nogle af nedskæringerne.

### Besiddelser
Schack var i mellemtiden blevet en stor godsbesidder i Danmark. Møgeltønderhus, som han hidtil havde haft som len, fik han 1661 som ejendom, og i Sønderjylland købte han i 1664 Gram gods af Christopher Rantzau. Hertil kom, at han fik overdraget Gisselfeld som følge af en større handel med nogle kongelige pantsættelser.

## Sygdom og død
Fra begyndelsen af 1660'erne havde Schack ofte været syg, og hans svagelighed tog stadig mere til, indtil han døde 27. februar 1676. Han blev bisat med stor pragt i Trinitatis Kirke i København. Han efterlod sine godser til sin eneste overlevende søn, Otto Didrik Schack.

## Ægteskab og børn
Hans Schack giftede sig den 31. august 1648 på Gültzow med Anna Blome (1632–1688). I ægteskabet blev der født 7 børn, hvoraf den eneste overlevende søn Otto Didrik Schack arvede sin fars besiddelser.